# Hermes (isbrytare)
För andra betydelser, se Hermes (olika betydelser).
Hermes är en finländsk isbrytare  och ett ankarhanteringsfartyg, som sedan 2016 är i tjänst hos Alfons Håkans. Hon byggdes 1983 som Mahone Bay i Ulsan i Sydkorea för Husky Oil i Kanada. Hon har senare ägts av Maersk  och av Rolf Berg Drive i Tromsø i Norge.
Hon köptes 2016, liksom systerfartyget Thetis, av Alfons Håkans i Åbo och namnändrades till Hermes i samband med att Alfons Håkans 2016 ingick ett avtal på 5 + 1 år om isbrytningen med Sjöfartsverket.